# Ateleute isocela
Ateleute isocela là một loài tò vò trong họ Ichneumonidae.